# 小行星25425
小行星25425（25425 Chelsealynn）是一颗绕太阳运转的小行星，为主小行星带小行星。该小行星于1999年11月19日发现。

## 轨道参数
小行星25425的轨道半长轴为392 644 663 km，2.6246301 UA，离心率为0.113。